# Vårbyfjärden

Vårbyfjärden (även Vårbyfjärd) är en fjärd i Östra Mälaren i Stockholms län. Den ligger mellan Södertörn och Ekerön. Längst i söder har Vårbyfjärden förbindelse med Albysjön via Hagaviken och Fittjaviken. I väster gränsar Vårbyfjärden mot Rödstensfjärden vid Slagsta holme och i norr mot Fiskarfjärden. Över fjärden går färjeförbindelsen Ekeröleden.